# Saldubella wauensis
Saldubella wauensis är en tvåvingeart som beskrevs av James 1977. Saldubella wauensis ingår i släktet Saldubella och familjen vapenflugor. Inga underarter finns listade i Catalogue of Life.